# ミャンマー鉄道省
鉄道省（てつどうしょう、英: Ministry of Rail Transportation、緬: ရထားပို့ဆောင်ရေးဝန်ကြီးဌာန [jətʰá po̰sʰàʊɴjé wʊ̀ɴdʑí tʰàna̰]）は、ミャンマー連邦共和国にある鉄道を監督するミャンマー連邦政府の省庁である。

## 長の一覧
- パン・アウン (Pan Aung)
- アウン・ミン (Aung Min)
- Zayar Aung[1]
- Than Htay（英語版）[2]